# Primeira Batalha de Tikrit
A Primeira Batalha de Tikrit ou Ticrite foi uma batalha pela cidade iraquiana de Tikrit, após a captura da cidade pelo Estado Islâmico (Daexe) e por rebeldes baatistas durante a ofensiva destes no norte do Iraque em 2014. A batalha ocorreu entre 26 e 30 de junho de 2014.
No início de junho de 2014, o Estado Islâmico assumiu o controle de várias cidades no norte do Iraque, incluindo Tikrit. Tikrit tem um significado simbólico por ser a cidade natal de Saddam Hussein e também o centro administrativo da província de Saladino (província)|Saladino]]. O governo iraquiano respondeu em 26 de junho, lançando uma operação de assalto aéreo para recuperar a cidade. Este ataque inicial foi reforçado por um ataque terrestre em 28 de junho. O combate continuou nos dias 29 e 30 de junho, mas a batalha resultou em uma vitória para os insurgentes, com as forças do governo recuando em 30 de junho. A derrota coincidiu com a declaração de um califado mundial pelo Estado Islâmico em 29 de junho.
O governo iraquiano fez outra tentativa de retomar a cidade em 15 de julho, mas foi novamente derrotado. O Estado Islâmico respondeu atacando  próximo a Base Speicher em 17 de julho. Ticrite permaneceria sob controle do Estado Islâmico até a Segunda Batalha de Tikrit em março e abril de 2015.